# Omar Courtz
Joshua Omar Medina Cortés (Carolina, Puerto Rico, 11 de octubre de 1997), conocido artísticamente como Omar Courtz, es un cantante y compositor puertorriqueño de los géneros reguetón, trap y R&B.
El 20 de septiembre del 2024 lanzó su primer álbum, titulado "Primera Musa", con colaboraciones como Anuel AA, Rauw Alejandro, De la Rose, Kendo Kaponi, Dei V, Luar la L y Bryant Myers.

## Biografía
Omar Courtz nació en Carolina, Puerto Rico. Desde muy joven se interesó por la música y el deporte. Siendo un adolescente comenzó a trabajar en una tienda de ropa de Carolina llamada Change, frecuentada por artistas del género urbano como Farruko, Anuel aa y Ozuna, lo que le ayudó a conocer a sus futuras inspiraciones. Su pasión por el atletismo le llevó a ser medallista en la Liga Atlética Universitaria, estando a punto de entrar en el equipo nacional, lo que le otorgó una beca para sus estudios universitarios. Estudió y se graduó en Ingeniería Mecánica en la Universidad Interamericana.
Escribió sus primeras canciones teniendo solo 10 años, aunque publicó por primera vez en 2017 en la aplicación de streaming SoundCloud.

## Carrera musical
Su primera canción publicada fue “Volvemos Otra Vez”, la cual le dio reconocimiento localmente. En 2018 publicó su EP “Invierno” en plataformas de streaming, producido y compuesto por él mismo. Consiguió popularidad con su sencillo “En Su Nota” lanzado en 2020 durante la cuarentena. Omar Courtz llamó la atención del cantante cubanoamericano Pitbull, con el que firmó para trabajar en su sello discográfico Mr.305.
En 2021 colaboró con artistas reconocidos como Farruko, el Alfa, Pitbull y IAmChino en el tema “Ten cuidado”, entrando en las clasificaciones de Billboard Hot Latin Songs. Le siguieron colaboraciones con otros artistas emergentes como Young Miko, Paopao o Dei V además de artistas ya consagrados en el género como Natti Natasha, Lenny Távarez o Justin Quiles.
En mayo de 2023 fue nominado por los Premios Tu Música Urbano 2023 en la categoría de mejor artista masculino. Billboard lo incluyó entre otros en “Artistas que deberían estar en tu radar” por su emergente carrera musical. Además participó como artista invitado en los Latin American Music Awards 2023 y en los Premios Juventud 2023.
Durante este año continuó colaborando con otros artistas destacados como Wisin o Daddy Yankee y participó en varios temas colaborativos como “En Alta” con J Balvin, YOVNGCHIMI  y Quevedo o “Pasiempre” junto a Myke Towers, Jhayco, Arcángel, Arca y Bad Bunny, producido por el puertorriqueño Tainy.
En enero de 2024 fue nominado por los Premios Lo Nuestro a artista masculino revelación. El 20 de septiembre del mismo año lanzó su primer disco “Primera Musa”, consiguiendo el número 1 en las clasificaciones de España y el número 2 en las Latin Rhythm Albums, de Billboard. Contiene colaboraciones con artistas como Kendo Kaponi, Bryant Myers, Luar la L o Rauw Alejandro entre otros. Su tema “Qué Vas A Hacer Hoy” junto a la cantante puertorriqueña De la Rose, con la que ya había colaborado en el tema “Kyoto”, consiguió posicionarse en las clasificaciones musicales de más de 10 países.

## Discografía
Álbumes de estudio
- Primera Musa (2024)

EP
- Invierno (2018)

### Sencillos

#### Como artista invitado
| Título                                                                             | Año  | Mejor posición el listas | Mejor posición el listas | Mejor posición el listas | Mejor posición el listas | Certificaciones         | Álbum                        |
| Título                                                                             | Año  | US Latin                 | US Latin Rhy.            | PER                      | SPA                      | Certificaciones         | Álbum                        |
| ---------------------------------------------------------------------------------- | ---- | ------------------------ | ------------------------ | ------------------------ | ------------------------ | ----------------------- | ---------------------------- |
| "Rosas Negras"                                                                     | 2018 | —                        | —                        | —                        | —                        |                         |                              |
| "En Su Nota" (solo o remix con Brray)                                              | 2020 | —                        | —                        | —                        | —                        |                         |                              |
| "Dame Lu" (con Dei V)                                                              | 2021 | —                        | —                        | —                        | —                        |                         |                              |
| "Los Dueños de la Calle" (con Yovngchimi y Dei V o remix con Jhayco y Myke Towers) | 2022 | —                        | —                        | —                        | —                        |                         |                              |
| "Baby Schai" (solo o remix con Lenny Tavárez y Darell)                             | 2022 | —                        | —                        | —                        | —                        |                         |                              |
| "Paola "Asesinos""                                                                 | 2022 | —                        | —                        | —                        | —                        | - RIAA: Platino (Latin) |                              |
| "Jetski" (remix) (con ROA, Bryant Myers y Dei V)                                   | 2022 | —                        | —                        | —                        | —                        | - RIAA: Platino (Latin) |                              |
| "Amandita" (con Young Miko)                                                        | 2022 | —                        | —                        | —                        | —                        | - RIAA: Platino (Latin) |                              |
| "En Bajita" (con Justin Quiles y Natti Natasha)                                    | 2023 | —                        | —                        | —                        | —                        |                         |                              |
| "Me Pone Mal" (con Pitbull)                                                        | 2023 | —                        | —                        | —                        | —                        |                         | Trackhouse                   |
| "Beachy" (con Daddy Yankee)                                                        | 2023 | —                        | 7                        | —                        | —                        |                         |                              |
| "Me Dice Daddy" (con Darell)                                                       | 2023 | —                        | —                        | —                        | —                        | - RIAA: Oro (Latin)     | Everybody Go to the Discotek |
| "En Alta" (con J Balvin, YOVNGCHIMI, Quevedo, Mambo Kingz y DJ Luian)              | 2023 | —                        | —                        | —                        | 65                       |                         | Rayo                         |
| "Kyoto" (con De la Rose and Haze)                                                  | 2023 | —                        | —                        | 25                       | 75                       |                         |                              |
| "Bonnie and Clyde" (remix) (con iZaak y Luar la L)                                 | 2023 | —                        | —                        | —                        | —                        | - RIAA: Oro (Latin)     |                              |
| "Una Noti"                                                                         | 2024 | —                        | —                        | —                        | —                        |                         | Primera Musa                 |
| "Luces de Colores"                                                                 | 2024 | —                        | —                        | —                        | —                        | - RIAA: Platino (Latin) | Primera Musa                 |
| "Drippeo Kbron" (con Dei V)                                                        | 2024 | —                        | —                        | —                        | —                        |                         | Primera Musa                 |
| "Serio Con Ese Q" (con Anuel AA)                                                   | 2024 | 43                       | —                        | —                        | 57                       |                         | Primera Musa                 |
| "No Entiendo" (con Jhayco y Eladio Carrión)                                        | 2024 | —                        | —                        | —                        | 80                       |                         | Le Clique: Vida Rockstar (X) |
| "Goddess"                                                                          | 2024 | —                        | —                        | —                        | 99                       |                         | Primera Musa                 |

#### Otras colaboraciones
| Título                                                                              | Año  | Mejor posición en listas | Mejor posición en listas | Mejor posición en listas | Mejor posición en listas | Mejor posición en listas | Certificationes                            | Álbum                       |
| Título                                                                              | Año  | US Bub.                  | US Latin                 | COL                      | SPA                      | WW                       | Certificationes                            | Álbum                       |
| ----------------------------------------------------------------------------------- | ---- | ------------------------ | ------------------------ | ------------------------ | ------------------------ | ------------------------ | ------------------------------------------ | --------------------------- |
| "Ten Cuidado" (Pitbull, Farruko, IAmChino, El Alfa y Omar Courtz)                   | 2021 | —                        | —                        | —                        | —                        | —                        | - RIAA: Platino (Latin) - PROMUSICAE: Gold |                             |
| "Pasiempre" (Tainy, Arcángel, Jhayco, Myke Towers, Omar Courtz y Arca)              | 2022 | 20                       | 28                       | 18                       | 32                       | 122                      | - PROMUSICAE: Gold                         | Data                        |
| "Blinblineo" (Dímelo Flow, Sech, Dalex, Justin Quiles, Lenny Tavárez y Omar Courtz) | 2024 | —                        | —                        | —                        | —                        | —                        |                                            | The Academy: Segunda Misión |